# تاكايوكي شينوهارا
تاكايوكي شينوهارا (باليابانية: 篠原貴行؛ بالكانا: しのはら たかゆき) هو لاعب كرة قاعدة ياباني، ولد في 7 سبتمبر 1976 في Higashi-ku, Fukuoka ‏ في اليابان.

## وصلات خارجية
- تاكايوكي شينوهارا على موقع الدوري الياباني لكرة القاعدة (الإنجليزية)
- تاكايوكي شينوهارا على موقعبيزبول رفرنس.كوم (الدوري الثانوي) (الإنجليزية)